# Jasná

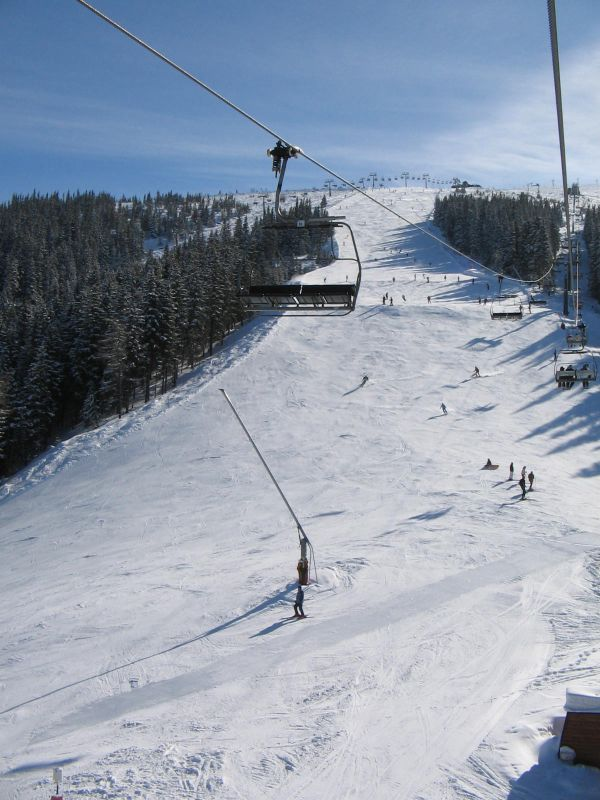
Blick auf eine Piste vom Sessellift Otupné–Luková, mit dem Lift Koliesko–Luková im Hintergrund

Jasná ist ein Wintersportzentrum und das größte Wintersportgebiet in der Slowakei. Es erstreckt sich beiderseits des Hauptkamms  der Niederen Tatra am Hang des 2024 m n.m. hohen Bergs Chopok sowie des 2003 m n.m. hohen Bergs Dereše. Administrativ fällt das Gebiet von Jasná zur Gemeinde Demänovská Dolina nördlich beziehungsweise Horná Lehota südlich des Hauptkamms.
Eine Verkehrsanbindung besteht durch den 68 Kilometer entfernten Flughafen Poprad-Tatry oder durch den 17 Kilometer entfernten Bahnhof Liptovský Mikuláš an der Bahnstrecke Košice–Žilina. Jasná ist ungefähr 300 Kilometer von der Hauptstadt Bratislava entfernt.

## Wintersport
Die Wintersportsaison beginnt in Jasná Anfang Dezember und dauert je nach Schneelage bis Mitte Mai. Das Wintersportgebiet bietet insgesamt 23 Liftanlagen, davon fünf Gondelbahnen, acht Sesselbahnen, fünf Skilifte und fünf Förderbänder für Kinder. Es gibt 50 Kilometer Pisten, darunter sind je 14 blaue (einfach) und rote (mittel) und fünf schwarze (schwer) Pisten sowie sechs Skirouten. Die meisten werden auch vollständig oder teilweise durch Schneekanonen betreut. Nachtskifahren ist auf einer Piste (Biela Púť) möglich. Es gibt auch offizielle Freeride-Zonen beiderseits der Berge Chopok und Dereše.
Es gibt zwei Langlaufloipen mit einer Gesamtlänge von sieben Kilometern.
Auf der Nordseite beginnt das Skigebiet in Lúčky mit einer Höhe von 943 m n.m.. Unterkünfte befinden sich unter anderem in Záhradky (1028 m n.m.), Biela Púť (1117 m n.m.), Otupné (1141 m n.m.) und Jasná (1226 m n.m.). Der höchste Punkt des Skigebiets ist die Bergstation der zwei Gondelbahnen unterhalb des Chopok mit 2004 m n.m. Auf der Südseite ist der Anfang in Krupová (1084 m n.m.), mit Unterkünften in Srdiečko (1213 m n.m.) und Kosodrevina (1488 m n.m.).

## Ski Alpin
In den späten 1970er und frühen 1980er Jahren war das Skigebiet von Jasná Austragungsort verschiedener Skiweltcups. Nach 32-jähriger Pause fanden in den Jahren 2016 und 2024 wieder Weltcup-Rennen in den Disziplinen Riesen- und Spezialslalom der Damen statt.